# Marco Bezzecchi

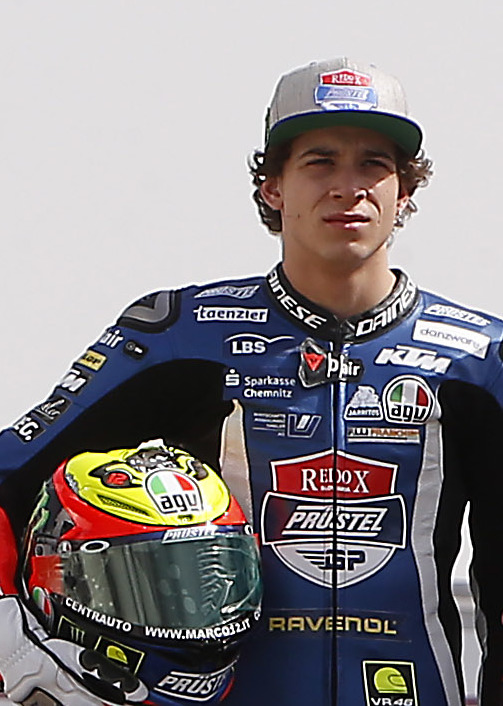
Marco Bezzecchi

Marco Bezzecchi, född 12 november 1998 i Rimini, är en italiensk roadracingförare som tävlar i MotoGP-klassen i världsmästerskapen i Grand Prix Roadracing. han kom tvåa i Moto3-klassen 2018.

## Tävlingskarriär
Bezzecchi tävlade 2014 i de italienska Moto3-mästerskapen och kom på andra plats. Året efter blev han italiensk mästare och gjorde två inhopp i Moto3-VM. Säsongen 2016 tävlade Bezzecchi i flera mästerskap i Moto3 som junior-VM och italienska mästerskapen och två Grand Prix. Roadracing-VM 2017 tävlade Bezzecchi som ordinarie förare i CIP-teamet på en Mahindra-motorcykel. Han tog sin första pallplats med tredjeplatsen i Japans Grand Prix och kom på 23:e plats i VM och blev därmed näst bästa nykomling. Till säsongen 2018 flyttade Bezzecchi till Pruestel GP-stallet och KTM. Han tog sin första Grand Prix-seger 8 april 2018 i Argentinas Grand Prix och utmanade Jorge Martín om världsmästartiteln. En svag avslutning gjorde dock att Bezzecchi tappade till tredje plats i VM.
Roadracing-VM 2019 körde Bezzecchi i Moto2-klassen för Red Bull KTM Tech 3 på en KTM-motorcykel. Till Säsongen 2020 bytte han stall till Sky VR46 Racing och Kalex.

## Framskjutna placeringar
Uppdaterad till 2021-06-12.
| Nr | Grand Prix | År   |
| -- | ---------- | ---- |
| 1  | Steiermark | 2020 |
| 2  | Europa     | 2020 |

| Nr | Grand Prix     | År   |
| -- | -------------- | ---- |
| 1  | San Marino     | 2020 |
| 2  | Emilia-Romagna | 2020 |
| 3  | Spanien        | 2021 |

| Nr | Grand Prix | År   |
| -- | ---------- | ---- |
| 1  | Andalusien | 2020 |
| 2  | Frankrike  | 2020 |
| 3  | Valencia   | 2020 |
| 4  | Frankrike  | 2021 |
| 5  | Italien    | 2021 |

| Nr | Grand Prix | År   |
| -- | ---------- | ---- |
| 1  | Argentina  | 2018 |
| 2  | Österrike  | 2018 |
| 3  | Japan      | 2018 |

| Nr | Grand Prix | År   |
| -- | ---------- | ---- |
| 1  | Spanien    | 2018 |
| 2  | Italien    | 2018 |
| 3  | Katalonien | 2018 |
| 4  | Tyskland   | 2018 |
| 5  | Aragonien  | 2018 |

| Nr | Grand Prix | År   |
| -- | ---------- | ---- |
| 1  | Japan      | 2017 |
| 2  | Amerika    | 2018 |